# ...l
...l – piąty single album południowokoreańskiej grupy STAYC, który został wydany 30 października 2024 roku.

## Historia wydania
1 września 2024 roku High Up Entertainment wydało zwiastun zatytułowany „Stay Tuned” i ogłoszono, że STAYC wyda nowy album w październiku. 2 października ogłoszono, że grupa wyda nowy album w 30 października. 17 października ogłoszono, że single album zatytułowany ...l zostanie wydany cyfrowo. 26 października opublikowano listę utworów, a „GPT” ogłoszono głównym singlem. Dwa dni później ukazał się teaser teledysku do utworu „GPT”. Single album został wydany wraz z teledyskiem do „GPT” 30 października.

## Lista utworów
| CD | CD                | CD                    | CD        | CD          | CD              | CD      |
| Nr | Tytuł utworu      |                       | Tekst     | Kompozycja  | Aranżacja       | Długość |
| -- | ----------------- | --------------------- | --------- | ----------- | --------------- | ------- |
| 1. | „GPT”             |                       | Jeon Goon | B.E.P, FLYT | Rado, FLYT      | 3:09    |
| 2. | „Meant to Be”     | (kor. 너란 별을 만나) | BXN       | BXN         | BXN, Prime Time | 3:43    |
| 3. | „GPT (Inst.)”     |                       |           | B.E.P, FLYT | Rado, FLYT      | 3:09    |
| 4. | „GPT" (Acapella)” |                       | Jeon Goon | B.E.P, FLYT | Rado, FLYT      | 2:53    |